# 952
952(구백오십이)는 951보다 크고 953보다 작은 자연수다.

## 수학
- 합성수로, 그 약수는 총 16개다. (1, 2, 4, 7, 8, 14, 17, 28, 34, 56, 68, 119, 136, 238, 476, 952)
  - 952의 진약수의 합은 1208이므로, 952는 과잉수다.

## 과학
- 952 카이아: 소행성.

## 교통

### 철도
- 신칸센 952형 전동차

### 도로
- 유럽 고속도로 952호선: 그리스 프레베자에서 라미아까지 이어지는 유럽 고속도로.
- 아우토반 952호선(독일어판, 영어판): 독일의 고속도로.

## 문화재
- 대한민국의 보물 제952호: 이광악 선무공신교서

## 기타
- 연도: 952년, 기원전 952년